# Glada hälsningar från Missångerträsk
För romanen som filmen bygger på, se Glada hälsningar från Missångerträsk!.
Glada hälsningar från Missångerträsk är en svensk komedifilm från 2015 i regi av Lisa Siwe. Filmen bygger på Martina Haags roman med samma namn från 2011. Haag spelar också filmens huvudroll Nadja och skrev manus tillsammans med Vasa.

## Handling
Nadja lever som singel i storstaden medan hennes syster bildat familj i Norrland. Den biologiska klockan tickar för Nadja och hon är beredd att göra nästan vad som helst för att få adoptera ett barn. Plötsligt ändras adoptionsreglerna och Nadja har 30 dagar på sig att hitta en partner att gifta sig med. Detta ter sig omöjligt i storstaden och hon riktar därför in sig på Norrland.

## Rollista
- Martina Haag – Nadja
- Ola Rapace	– Jocke
- Bert-Åke Varg	– Sigvard
- Eva Fritjofson – Marianne
- Henrik Norlén	– Tomas Petrini
- Sofia Ledarp –	Katti, Nadjas väninna
- Lars Henrik Blind –	Jockes pappa
- Nik Märak –	Jockes mamma
- Dag Malmberg –	Litterär agent
- Sofia Rönnegård – Vibeke
- Elisabeth Wernesjö	– Lotta, Nadjas syster
- Sannamari Patjas –	Barnmorska
- Rafael Pettersson –	Lasse
- Maj Doris Rimpi – Vera
- Maxida Märak – Lena Suorra
- Pierre Tafvelin – Pappa på adoptionsbyrån
- Fredrik af Trampe – Trött ointresserad man i rulltrappa
- Cassandra Sophian Zain – Dottern
- John Kuoljok
- Mats Hellquist
- Jimmy Backman
- Sonja Heikkinen
- Alice Jonsson
- Einar Jonsson
- Rasmus Andersson

## Om filmen
Inspelningen ägde rum under 2014 i Jokkmokk och Stockholm med Frida Wendel som fotograf. Filmen klipptes av Michal Lezchylowski och Hanna Storby. Musiken komponerades av Stein Berge Svendsen. Den hade biopremiär den 25 september 2015.

## Mottagande
Filmen har medelbetyget 2,5/5 Kritiker.se, baserat på femton recensioner. Högst betyg fick den av Filmeye (4/5) och Svenska Dagbladet (4/6) och lägst av Dagens Nyheter och Sydsvenskan (båda 1/5).

## Musik
- "Psychotic Reaction" (Ken Ellner, Roy Chaney, Craig "Butch" Atkinson, John Byrne, John Michalski. Framförd av The Count Five.)
- "Ur Road" (Mikael Mattisson, Frederick Rundqvist. Framförd av Sameblod.)
- "Never Felt That Gold" (Maxida Märak)